# Boaventura (São Vicente)
Boaventura oder auch Boa Ventura ist eine Gemeinde (Freguesia) an der Nordküste der portugiesischen Insel Madeira, im Kreis (Concelho) von São Vicente. Die Gemeinde hat eine Fläche von 25,3 km² und 1034 Einwohner (Stand 19. April 2021).
Der Dichter Antero de Quental (1842–1891) lebte und arbeitete hier eine Zeit, anlässlich eines Besuches seiner hier lebenden Tante. Er wohnte im heute denkmalgeschützten Herrenhaus Solar da Silveira aus dem späten 18. Jahrhundert.